# Sacred (The Obsessed)
Sacred è il quarto album in studio dei The Obsessed, pubblicato nel 2017 dalla Relapse Records.

## Il disco
Si tratta del primo album in studio pubblicato dal gruppo dai tempi di The Church Within (1994). La traccia Sodden Jackal è una riedizione del brano pubblicato per la prima volta nell'EP omonimo del 1983.

## Tracce
1. Sodden Jackal – 4:23
2. Punk Crusher – 3:43
3. Sacred – 5:12
4. Haywire – 2:25
5. Perseverance of Futility – 4:02
6. It's Only Money – 2:35
7. Cold Blood – 4:48
8. Stranger Things – 6:22
9. Razor Wire – 3:33
10. My Daughter My Sons – 3:45
11. Be the Night – 2:11
12. Interlude – 0:28
13. On so Long (Bonus track) – 9:06
14. Crossroader (Bonus track) – 4:33

## Crediti
- Scott "Wino" Weinrich - voce e chitarra
- Dave Sherman - basso
- Brian Costantino - batteria